# زبان نوریک

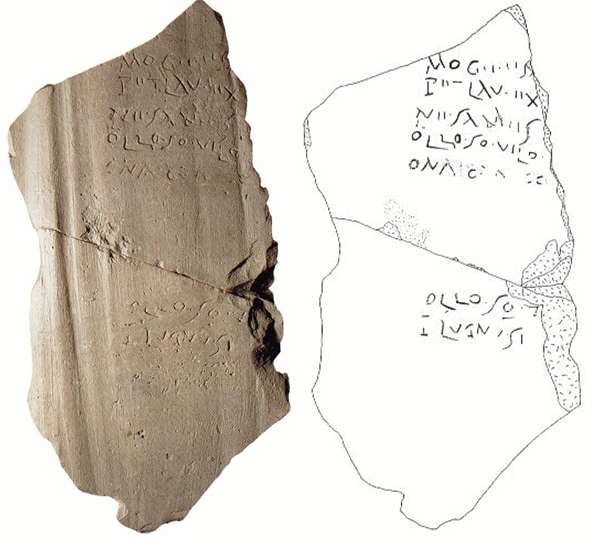
سنگ‌نبشته‌ی گرافنشتاین، روی کاشی متعلق به سده دوم زایش مسیح که در سال ۱۹۷۷ در یک گودال شن کشف شد. گرافنشتاین، اتریش

زک یا زبان سلتیک خاوری نام یکی از زبان‌های سلتیک قاره‌ای است. از این زبان اطلاعی جز دو نوشتهٔ مخدوش یکی در گرانفنشتاین اتریش و دیگری پتوی اسلوونی -که هر دو زمانی بخشی از استان نوریکوم روم بودند- در دست نیست. ولی از همین اندک هم برمی‌آید که زبانی بوده‌است مانند دیگر زبان‌های سلتی و به ویژه زبان گالیش.